# Davau Ocidental
Davau Ocidental (Davao Ocidental) é um província de  quarta classe de renda da província (d) na região Região de Dávao (Região XI), nas Filipinas. De acordo com o censo de 1 de maio  de  2020 possui uma população de 317 159 pessoas e 78 185 domicílios.
A sua capital é Malita.

## Subdivisões
Municípios
- Don Marcelino
- Jose Abad Santos
- Malita
- Santa Maria
- Sarangani